# هنرييت أكابا
هنرييت ميشيل أكابا إيدوا (ولدت في 7 يونيو 1992)، وتعرف باختصار هنرييت أكابا، أو ميشيل أكابا، هي لاعبة كرة قدم كاميرونية محترفة، تلعب كمهاجمة لنادي الرياض ومنتخب الكاميرون للسيدات.
لعبت في الدوري التركي الأول لكرة القدم للسيدات مع فريق بشكتاش جيه كيه برقم القميص 18 وفي دوري الدرجة الأولى للسيدات مع فريق إيه إس جي سويو.

## مسيرتها الكروية

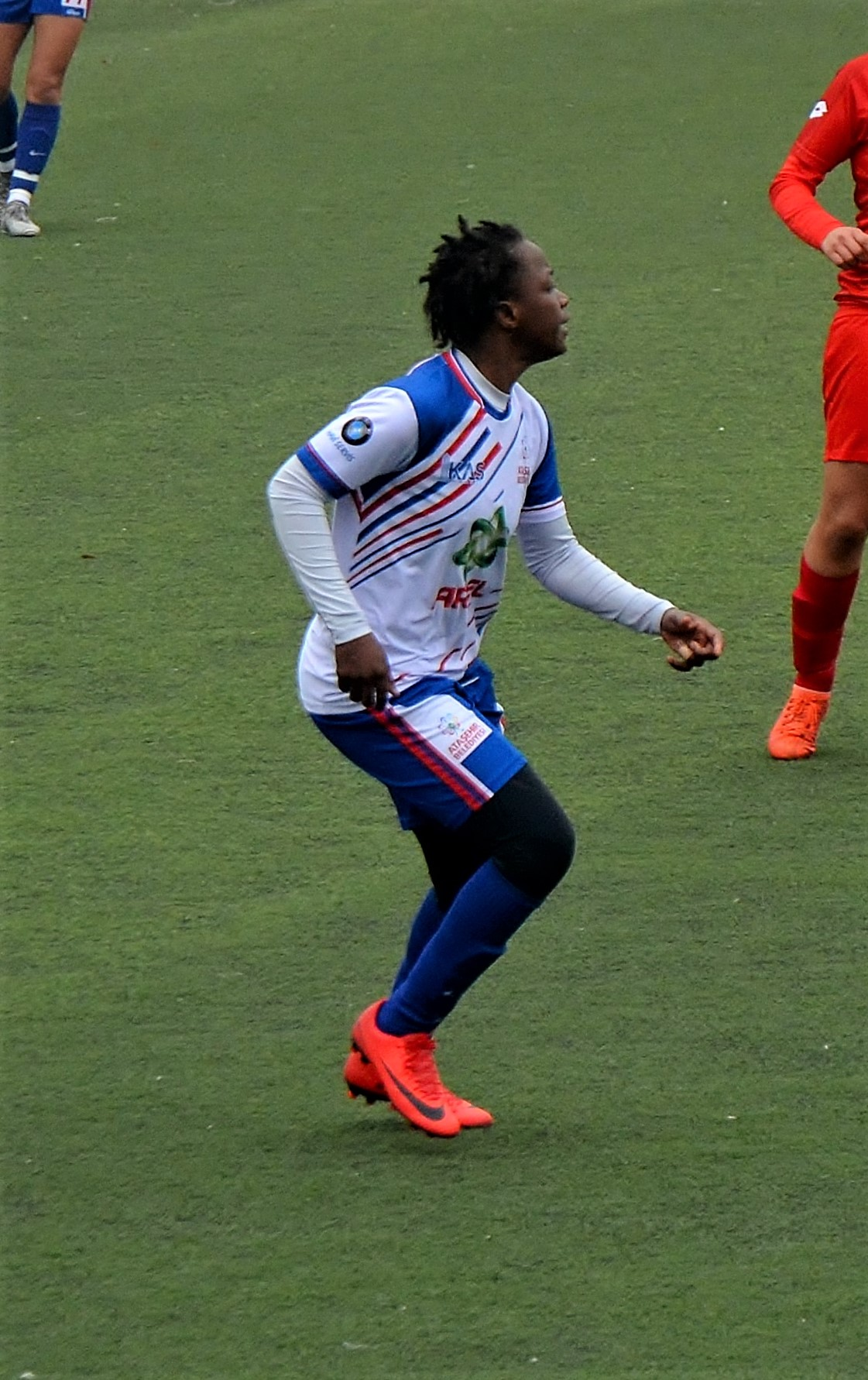
هنرييت أكابا من أتاشهير بيليدي سبور في الدوري التركي الأول للسيدات 2017–18

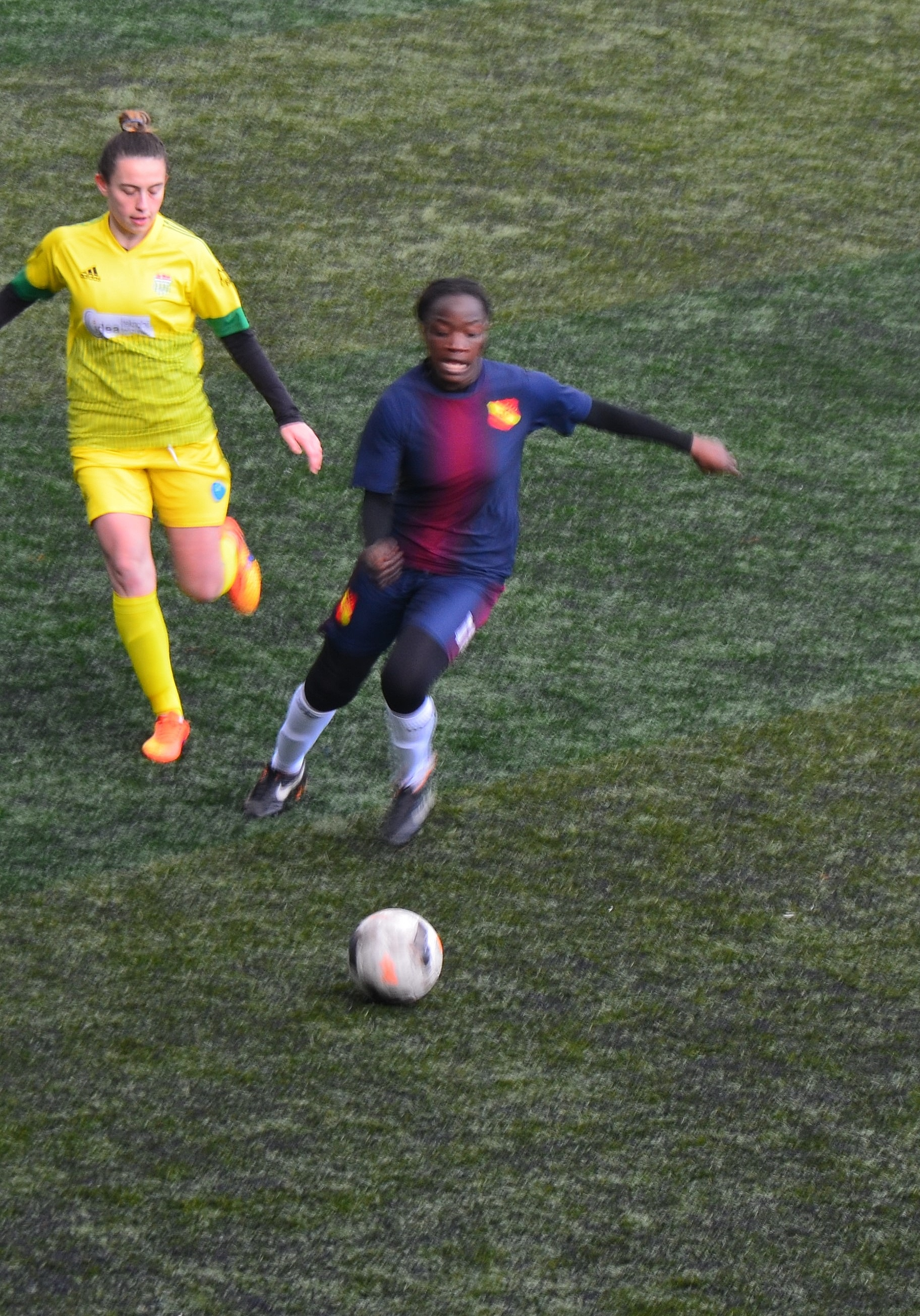
هنرييت أكابا تلعب مع طرابزون إدمانوكاجي في مباراة خارج أرضه ضد كيريشبورنو سبور في موسم 2015–16.

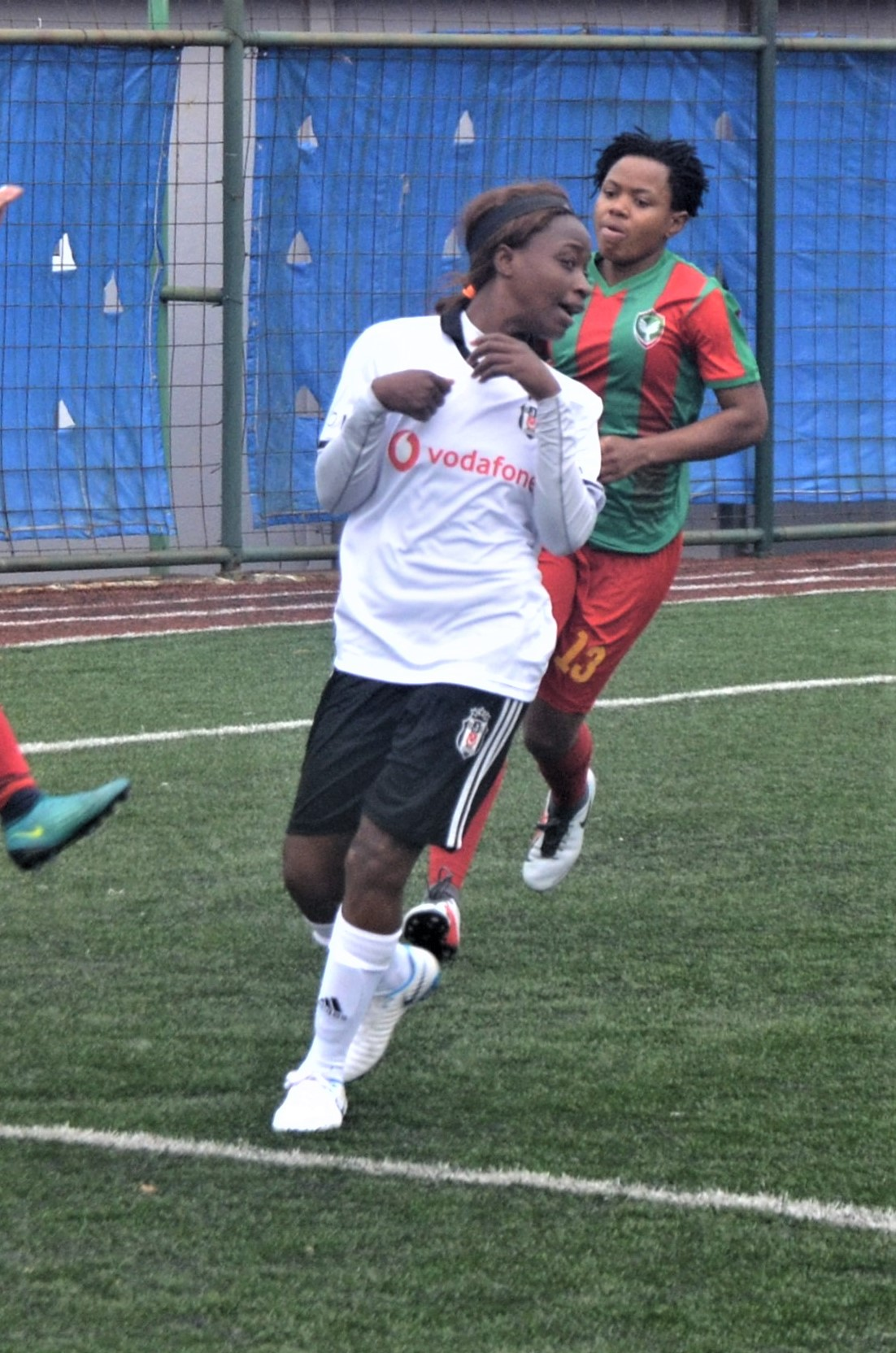
هنرييت أكابا (أبيض/أسود) من فريق بشكتاش جيه كيه في مباراة على أرضه ضد فريق أميد إس كيه في الدوري التركي الأول للسيدات 2018–19

بدأت أكابا مسيرتها الكروية مع نادي أمازون إف سي في مسقط رأسها بالكاميرون. في ربيع عام 2008، انتقلت إلى منافسها نادي لوريان إف سي ياوندي، حيث ظهرت لأول مرة كلاعبة أولى في دوري الدرجة الثانية الفرنسي. بعد عامين ونصف، انتقلت إلى تايلاند في ربيع عام 2010 لتلعب مع نادي بانكوكثونبوري في الدوري النسائي التايلاندي الأول. بعد مرور عام واحد، عادت إلى بلدها، ووقعت عقدًا مع كانون ياوندي. في نوفمبر 2011، انضم أكابا إلى فريق لوف مينبروف دي ياوندي. في ربيع عام 2012، انتقلت إلى روسيا للعب مع نادي إنيرجي فورونيج في دوري أبطال أوروبا للسيدات 2011–12. بعد نصف عام فقط، عادت إلى بلدها في يونيو 2012، وانضمت إلى نادي لوريما للفتيات في ياوندي. 
في نهاية عام 2015، انتقلت أكابا إلى تركيا، وتم نقلها في 4 ديسمبر من قبل نادي طرابزون إدمانوكاجي، الذي يتنافس في الدوري النسائي الأول. سجلت بالفعل هدفًا واحدًا لفريقها الجديد في المباراة التي أقيمت على أرضه ضد نادي كيريشبورنو سبور بعد يومين.
في أكتوبر 2017، وقع أكابا عقدًا لمدة عامين مع نادي أتاشهير بيليديسبور الذي يقع مقره في إسطنبول اعتبارًا من 2 يناير 2018. شاركت في تصفيات دوري أبطال أوروبا للسيدات 2018–19. سجلت هدفًا واحدًا في كل المباريات الثلاث التي لعبتها. في موسم الدوري 2018–19، انتقلت إلى نادي بشكتاش.
في فبراير 2023، انتقلت مرة أخرى إلى تركيا، ووقعت مع نادي أي إل جي سبورت ومقره غازي عنتاب للعب في النصف الثاني من موسم الدوري الممتاز 2022–23.
في موسم الدوري التركي الممتاز 2023–24، كانت مرة أخرى مع نادي أتاشهير بيليديسبور من إسطنبول.
| التاريخ            | المكان                                        | الخصم                | المسابقة                          | النتيجة            | الهدف              |
| أتاشهير بيليديسبور | أتاشهير بيليديسبور                            | أتاشهير بيليديسبور   | أتاشهير بيليديسبور                | أتاشهير بيليديسبور | أتاشهير بيليديسبور |
| ------------------ | --------------------------------------------- | -------------------- | --------------------------------- | ------------------ | ------------------ |
| 7 أغسطس 2018       | ثالثا. ملعب كيروليتي تي في إي، بودابست، المجر | إس كيه سلافيا براغ   | دوري أبطال أوروبا للسيدات 2018–19 | 2–7                | 1                  |
| 10 أغسطس 2018      | ملعب هيديكوتي ناندور، بودابست، المجر          | إم تي كيه هنغاريا    | دوري أبطال أوروبا للسيدات 2018–19 | 2–2                | 1                  |
| 13 أغسطس 2018      | ثالثا. ملعب كيروليتي تي في إي، بودابست، المجر | كيه اف اف ميتروفيتشا | دوري أبطال أوروبا للسيدات 2018–19 | 6–1                | 1                  |

## مسيرتها الدولية
أكابا هي عضو في فريق كرة القدم الوطني للسيدات في الكاميرون، والتي يطلق عليها لقب "اللبؤات التي لا تقهر". شاركت في بطولة كرة القدم للسيدات في دورة الألعاب الأولمبية الصيفية 2012، وفي كأس العالم للسيدات 2015 المجموعة ج وفي كأس العالم للسيدات 2019 المجموعة الخامسة. كما لعبت 66 مرة مع المنتخب الوطني.

## الإحصائيات
آخر تحديث 5 مايو 2024
.
| النادي             | الموسم  | الدوري        | الدوري | الدوري  | قاري   | قاري    | دولي   | دولي    | المجموع | المجموع |
| النادي             | الموسم  | الدرجة        | الظهور | الأهداف | الظهور | الأهداف | الظهور | الأهداف | الظهور  | الأهداف |
| ------------------ | ------- | ------------- | ------ | ------- | ------ | ------- | ------ | ------- | ------- | ------- |
| طرابزون إدمانوكاجي | 2015–16 | الدوري الأول  | 12     | 4       | –      | –       |        |         | 12      | 4       |
| طرابزون إدمانوكاجي | 2016–17 | الدوري الأول  | 18     | 7       | –      | –       |        |         | 18      | 7       |
| طرابزون إدمانوكاجي | المجموع | المجموع       | 30     | 11      | –      | –       |        |         | 30      | 11      |
| أتاشهير بيليديسبور | 2017–18 | الدوري الأول  | 11     | 8       | –      | –       | 0      | 0       | 11      | 8       |
| أتاشهير بيليديسبور | 2018–19 | الدوري الأول  | 0      | 0       | 3      | 3       | 0      | 0       | 3       | 3       |
| أتاشهير بيليديسبور | المجموع | المجموع       | 11     | 8       | 3      | 3       |        |         | 14      | 11      |
| بشكتاش جيه كيه     | 2018–19 | الدوري الأول  | 6      | 2       | –      | –       |        |         | 6       | 2       |
| بشكتاش جيه كيه     | المجموع | المجموع       | 6      | 2       | –      | –       |        |         | 6       | 2       |
| أي إل جي سبورت     | 2022–23 | الدوري التركي | 8      | 0       | –      | –       |        |         | 8       | 0       |
| أي إل جي سبورت     | المجموع | المجموع       | 8      | 0       | –      | –       |        |         | 8       | 0       |
| أتاشهير بيليديسبور | 2023–24 | الدوري التركي | 20     | 1       | –      | –       |        |         | 20      | 1       |
| أتاشهير بيليديسبور | المجموع | المجموع       | 20     | 1       | –      | –       |        |         | 20      | 1       |

## الإنجازات
الدوري التركي الأول لكرة القدم للسيدات
طرابزون إدمانوكاجي (السيدات)
المركز الثالث (1): 2015–16
أتاشهير بيليديسبور
البطل (1): 2017–18

## وصلات خارجية
لا توجد روابط لمواقع التواصل الاجتماعي.

- هنرييت أكابا على موقع الاتحاد الدولي (مؤرشف)  (الإنجليزية)
- هنرييت أكابا على موقع الاتحاد الأوربي (الإنجليزية)
- هنرييت أكابا على موقع قاعدة بيانات كرة القدم.إي يو (الإنجليزية)
- هنرييت أكابا على موقع قاعدة بيانات كرة القدم.إي يو (الإنجليزية)
- هنرييت أكابا على موقع Soccerway.com (الإنجليزية)
- هنرييت أكابا على موقع أوليمبيديا (الإنجليزية)